# Munduruku
Die Munduruku (Mundurukú, Mundurucú) sind ein indigenes Volk, das heute im Bundesstaat Pará im brasilianischen Amazonas-Gebiet am oberen Rio Tapajós lebt.
Bekannt sind die Munduruku vor allem für ihre ausgedehnten, im letzten Drittel des 18. Jahrhunderts bis weit ins 19. Jahrhundert geführten Kriegszüge, ihre Tätowierungen und die Kopfjagd. Im Jahr 1794 wurden sie von den Portugiesen besiegt und halfen diesen daraufhin bei der Kriegsführung gegen andere indigene Gruppen. Gegen Ende des 18. Jahrhunderts und im 19. Jahrhundert betrieben die Munduruku regen Tauschhandel, vor allem mit Federschmuck, wodurch viele Objekte durch europäische Forschungsreisende in die Kunstsammlungen europäischer Herrscher gelangten.
Am 22. März 2004 hat Brasiliens Präsident Luiz Inácio Lula da Silva genau 2.381.000 Hektar Land den 7.000 Indios der Munduruku im Amazonas-Gebiet übergeben. Das entspricht etwa der Fläche der Toskana.

## Entdeckung und Geschichte
Die Munduruku wurden erstmals 1768 durch Monteiro Noronha als „Maturucu“ erwähnt, die damals am Rio Maués lebten. 1769 zogen die kriegerischen Mundurucú zum Tapajós und verdrängten die dort lebenden Jaguain bis zum Fluss Madeira, so dass man Truppen gegen sie aussandte. Weitere Eroberungszüge blieben größtenteils erfolglos, das große Gebiet wurde aufgegeben.
Zu den Weißen entstand eine friedliche Beziehung, die auf Handel basierte (Rohstoffe wie Salz, Zucker und Kautschuk wurden gegen Werkzeuge, Waffen und Kleidung getauscht). Doch schrumpfte das Munduruku-Territorium seit dem Ende des 19. Jahrhunderts als Folge der massiven Gewinnung von Kautschuk und anderen Rohstoffen.
Die Eigenbezeichnung Wuyjuyu oder Weidyénye für die Ethnie, nicht aber die Sprache, bedeutet „Die Unseren“. Ihre Nachbarn, die Parintintin, gaben ihnen den Namen Munduruku, was „Rote Ameisen“ bedeutet und sich auf ihre Art, als großes Heer anzugreifen, bezieht. Sie werden aber auch als Caras pretas (dunkle Antlitze) bezeichnet, weil sie den Brauch pflegen, Gesicht und Körper in dichten Linien zu tätowieren.
Im Juni 2013 wurde eine Gruppe bewaffneter Mukuruku, die für ihre Belange demonstrierte, von der Polizei daran gehindert, in den Präsidentenpalast in Brasilia einzudringen.
Unter anderem am Widerstand der Mundukuru scheiterte ein Staudammprojekt am rio Tapajós, einem der großen Nebenflüsse des Amazonas, das 200.000 Hektar Urwald bedrohte. Unterstützung erhielten sie von katholischen Bischöfen. 2016 wurde das mit Korruptionsskandalen in Verbindung gebrachte Projekt abgesagt.

## Sprache
Die Munduruku sprechen Mundurukú, eine Sprache der Tupí-Sprachfamilie, deren Idiome, u. a. das bekanntere Guaraní, zu den verbreitetsten Indianersprachen Südamerikas gehören (zur Geschichte siehe Tupí im engeren Sinn).
Die Situation der Sprache ist heute relativ stabil. Nur Gruppenmitglieder, die in Dörfern nahe der Stadt leben, und junge Erwachsene, die sich bereits in der Stadt niedergelassen haben, sprechen Portugiesisch. Die meisten Älteren, Frauen und Kinder, sowie alle in isolierten Dörfern Lebenden sind einsprachig in ihrer autochthonen Sprache.
Nach Ansicht französischer Wissenschaftler haben die Munduruku ein eingeschränktes Vokabular für Zahlen. Sie besitzen z. B. keine Zahlwörter für Zahlen größer als 5, können aber Schätzungen und approximative Rechenoperationen mit größeren Mengen vornehmen, die relativ akkurat sind. Daher sind sie zum Studienobjekt für die Erforschung des mathematischen Denkens geworden. Mit Hilfe geeigneter Untersuchungsprogramme am Laptop konnte mit ihnen eine grundsätzlich logarithmische mathematische Denkstruktur des Menschen nachgewiesen werden.

## Regionale Gruppen
Als regionale Gruppierungen gelten:
- Tapajóz River Group (auf beiden Seiten des Tapajóz)
- Madeira River Mundurucú (abhängig von den Canumá)
- Xingú River Mundurucú („Curuaya“)
- Juruena River Mundurucú (Njambikwaras, umstritten)
- Wiaunyen (evtl. eine weitere Gruppe der Mundurucú)

wobei es zweifelhaft ist, ob diese Einteilung richtig ist, vermutlich sind die Njambikwara keine Mundurucú und die Wiaunyen ein weiterer Unterstamm der Mundurucú.

## Population
(Anstieg der Population vor/während der Eroberungszüge)
- 1820: 18.000 – 40.000 (Reisebericht des Botanikers Carl Friedrich Philipp von Martius)[9]
- 1877: 21 Dörfer, 18.910 Einwohner (Tocantins)
- 1900: 37 Gemeinschaften, 1.400 Einwohner (Campana)
- 2004: 7.000 (Gesellschaft für bedrohte Völker)
- 2009: ca. 11.000 (Nationale Gesundheitsbehörde)[10]

## Militärische Organisation, Kriegführung und Kriegssitten
Krieger wurden von Frauen und Kindern zur Unterstützung begleitet. Vor Beginn einer Kriegsexpedition (meist in der Trockenzeit im Sommer) wurde ein Stab in das Kriegerhaus gereicht und jeder teilnehmende Krieger ritzte einen Strich in diesen Stab, dies gleicht einem rituellen Treuegelöbnis dem Kriegsanführer gegenüber. Frauen nahmen an Kampfhandlungen nicht teil, aber versuchten offenbar, die Pfeile der Gegner zu fangen. Der Kriegsanführer stand hinter dem Schlachtfeld und „dirigierte“ die Schlacht mittels Signalen. Wurde ein Krieger verwundet, wurde sein Name ein Jahr lang nicht ausgesprochen und er wurde für tot „gehalten“, danach wurde ein Fest zu seiner Reintegration in die Gemeinschaft gegeben. Kriegsgefangene Frauen heirateten Munduruku-Männer, gefangene Kinder wurden adoptiert, Köpfe der getöteten Männer wurden als Trophäen aufbewahrt. Die Verbreitung von Kannibalismus ist wissenschaftlich umstritten (vgl. Strömer pro, Kruse contra).

## Siedlungsweise
Es wird sowohl von offenem Dorfbau um eine plaza herum ausgegangen (Tocantins und Farabee), als auch verstreuter Häuserbau dokumentiert (Bates), oder reihenartiger Häuserbau um eine Lichtung (Martius).
Es kommen eigene Männerhäuser (Gabelbau) für die Krieger und Unverheirateten vor, teilweise in besonders großer Bauart, 100 m lang (Tocantins). Frauen ist der Zutritt dort verwehrt. Als Wohnhaus wurden rechteckige, fensterlose Mehrfamilienhäuser mit niedrigen Wänden und hohem Dach gebaut. Jede Familie hat ihre eigene Feuerstelle darin. Wie viele in einem Haus lebten, ist unklar.

## Wirtschaftsweise
Die Munduruku betreiben Jagd auf Tapire sowie Krokodile, wobei als Waffen Bogen mit Giftpfeilen verwendet werden. Zudem werden in Netzen Fische gefangen und Beeren, Wurzeln und Früchte gesammelt. Die vorwiegenden Wirtschaftsformen sind der Anbau kultivierter Pflanzen, wie Süßkartoffeln, Tabak, Reis und Bananen, außerdem die Viehhaltung. Das Zubereiten der Nahrung ist Frauenarbeit.

## Werkzeuge und Gebrauchsgegenstände
Die Munduruku stellen qualitativ minderwertige Keramik wie Vasen, Körbe aus Ranken und Stroh, sowie verschiedene Waffen her. Zu diesen gehören Bogen mit Pfeilen aus Schilf und Holz, teilweise mit vergifteter Spitze, Speere, Äxte und „Schwerter“ aus Bambus. Auch Steingegenstände dienten früher als Waffen, kommen heute aber nur noch als Kinderspielzeug vor.

## Handel
Trotz Feindschaft mit den Nachbarn wird Handel mit Federschmuck betrieben. Vermutlich besteht auch wirtschaftliche Abhängigkeit hinsichtlich Giftquellen für den Pfeilgebrauch.

## Kleidung
Die Alltagskleidung besteht aus dreieckigen Penislitzen (Überzug) aus Wolle; für Riten werden sehr fein und hochwertig gearbeitete Federkleidung für verschiedene Körperteile angefertigt.
Die Munduruku gehörten gemeinsam mit den Mauhé zu den größten Federkünstlern Amazoniens. Zu den zahlreichen Federarbeiten zählen beispielsweise Federhauben mit Nackenfedern, capeartig getragene Federstränge, Federmosaike und von Anführern getragene Federzepter. Typisch ist hierbei die Kombination von roten, gelben und schwarzen Federn, die sogenannte Tupí-Farbkombination. Die im Federschmuck verarbeiteten Federn kommen größtenteils von Papageien, die von den Munduruku in Käfigen gehalten werden. Nachdem die Vögel gerupft wurden, werden die Federn zunächst nach Farben in Körben oder Palmröhren sortiert. Dabei wurden nahezu ausschließlich Arafedern, aber auch Federn des Rotschnabelhokkos sowie seltener des Trompetervogels verwendet. Verarbeitet wurden meist nur gelbe, rote, blaue und schwarze Federn, während braune und weiße nur äußerst selten vorkommen. Angeblich waren die Munduruku auch dazu in der Lage, die Farbe der Federn am lebenden Vogel zu verändern. Hierfür wurde der Vogel gerupft und seine Haut mit einem Froschsekret eingerieben, wodurch die Federn in einer anderen Farbe nachwuchsen. Oft wechselte hierbei die Farbe von grün zu gelb. Um den Federschmuck herzustellen, wurden die Federn meist auf einem Netzgewebe befestigt, wobei die Befestigungen großer Federn oft von Rosetten aus kleinen Federn verdeckt werden. Effekte werden durch alternierende Farben erzielt. Der Federschmuck war ein fester Bestandteil des Ritualszykluses um die Kopfjagd. Dabei wurde auch Federschmuck vom Gegner erbeutet und wie eigener weitergehandelt.
Das Wissen um die Herstellung und den Gebrauch des traditionellen Federschmucks ist allerdings schon seit über 100 Jahren verschwunden.

## Tätowierungen und Körperbemalungen

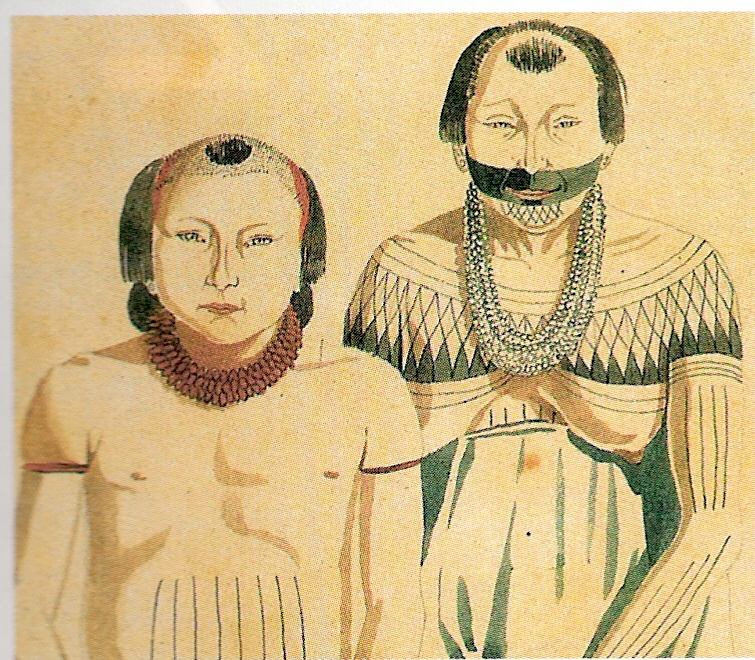
Hercule Florence: Indios Munduruku (1828)

Die Körperbemalung besteht aus weit auseinander liegenden, parallelen Linien, die vertikal auf den Gliedmaßen und Torso angeordnet sind, gelegentlich auch horizontale Anordnung. Bis in die 1940er Jahre trugen Männer und Frauen Tätowierungen die ab dem sechsten oder siebten Lebensjahr gestochen wurden.

## Soziale Organisation
Die Munduruku haben traditionell ein patrilineares Verwandtschaftssystem mit Matrilokalität.
Etwa 38 Clans, deren Mitglieder mit namensgebenden Pflanzen und Tieren verbunden sind, gehören zu je einem von zwei exogamen Teilstämmen, die „roten Hälfte“ und der „weißen Hälfte“. Polygamie (Leviratsehe) wird von Männern höheren Ranges praktiziert. Mädchen können früh mit älteren Kriegern verlobt werden, auch wenn die Ehe erst ab der Pubertät in Kraft tritt. Bis dahin versorgt der Krieger die Familie des Mädchens mit. Die Wohnungsnahme erfolgt matrilokal: Ein junger Krieger kann sich durch mehrjährigen Dienst bei der Familie der Verlobten profilieren. Der verheiratete Krieger tritt dann in den Haushalt des Schwiegervaters ein. Bei Ehebruch wird die schuldige Person vom Stamm ausgeschlossen.

## Kulturelemente
Tätowierungen (parallele Linien), Federschmuck, Feste zur Fruchtbarkeit und früher auch verschiedene Aspekte der Kriegführung (Rituale zur Kriegerinitiation, Kriegerhaus…); div. Kosmogonien und mythologisierte Problemstellungen, die in der Familie auftreten können (Inzest usw.). Schamanen heilen und regeln den Lebensablauf.

## Religiöse Zeremonien
Stirbt ein Stammesmitglied, werden mehrere Riten durchgeführt. Die Verwandten mütterlicherseits schneiden sich das Haar ab, färben die Gesichter schwarz und klagen eine Zeit lang. Die Toten werden mit gebeugten Knien, eingepackt in eine Hängematte und versehen mit kleinen Grabbeigaben, in einem zylindrischen Grab unter dem Wohnhaus vergraben. Die Skelette ranghoher Männer werden wieder ausgegraben und verbrannt, wenn das Fleisch verwest ist. Ihre Asche wird in einem Gefäß begraben. Stirbt ein Krieger auf einem entfernten Schlachtfeld, wird nur sein Kopf mitgenommen und einem weiblichen Verwandten übergeben. Er wird auf einem Podest mit Waffen und Ornamenten ausgestellt. Ein Schamane spielt auf der heiligen Trompete isoliert Lieder und es wird ein Fest zu Ehren des Toten abgehalten. Vier Jahre lang wird das wiederholt.
Jeden Winter werden abwechselnd Feste zum Erreichen des Erfolges in Jagd und Fischfang gefeiert, ein Schamane spielt dabei heilige Lieder und ein guter Krieger und zugleich Sänger führt das Fest an. Ähnliche Feste werden für Mais und Maniok berichtet. Verschiedene Tanzzeremonien bei Vollmond. Bei einem Fest wird Geschlechtsverkehr rituell vollzogen; es gibt zudem Feste für Bäume und Männer.

## Schamanismus und Magie
Aufgaben des Schamanen sind die Heilung Kranker und das Bestimmen der besten Zeit für Krieg und das Auffinden von Hexern. Krankheit wird als Verhexung oder als Wurm innerhalb eines Menschen angesehen, der ausgeblasen werden muss.

## Mythologie
Schöpfergott und Kulturheros ist Karusakaibu (versch. Schreibweisen); seine Frau ist Sikrida, eine Mundurucú. Der älteste Sohn ist Korumtau und der zweite Sohn Anukaite. Karusakaibus Helfer ist Daiiru – ein Gürteltier. Die Konflikte innerhalb der Familie (Feindschaften, Inzest, …) werden mythologisch in der Schöpfergott-Familie aufgearbeitet.
Schöpfung
Es existieren mehrere Schöpfungsmythen:
- Karusakaibu schuf die Welt, aber nicht die Menschen. Daiiru wurde aufsässig und musste in ein Erdloch, dann stampfte Karusakaibu auf den Boden und Daiiru wurde vom Luftzug aus dem Loch geblasen. Er berichtete, dass unter der Erde in einer zur Welt spiegelverkehrten Welt Menschen leben. Man hielt ihnen ein Netz herunter und die Hälfte der Menschen kletterte hoch; dann riss das Netz und die eine Hälfte der Menschen lebt immer noch in dieser Welt. Dort scheinen Mond und Sonne, wenn sie oberirdisch nicht scheinen.

- Eine andere Version berichtet, dass auch farbige Menschen hinaufkletterten. Karusakaibu als Kulturheros brachte das Kultivieren der Pflanzen bei und auch das Zeichnen der Felsbilder, die man manchmal findet.

Wiederum eine andere Version erzählt von einer Welt, in der Männer die Lebensweise der Frauen hatten und umgekehrt. Die Frauen entdeckten heilige Trompeten und spielten sie heimlich im Wald. Als die Männer dies entdeckten, nahmen sie die Lebensweise der Frauen an und verbannten die Frauen aus ihren Häusern usw.
- Ein apokalyptischer Mythos berichtet, dass die Sonne auf die Erde fiel und alle Lebewesen tötete. Der Schöpfer sandte einen Aasgeier, um zu schauen, ob die Erde abgekühlt sei, aber er fraß die Leichen. Dann sandte er einen Raben nach vier Tagen, aber er fraß die verkohlten Knospen der Bäume. Nochmals vier Tage später sandte er eine Taube, die die Erde mit ihren Klauen zurückbrachte. Dann kam der Schöpfer auf die Erde hinunter und schuf Menschen und Tiere neu aus dem Lehm des Töpfers.

Kosmologie
- Der Schöpfergott schuf die Sonne aus einem Menschen, der rote Augen und langes, weißes Haar hatte. Der Mond wurde aus einer Jungfrau transformiert, die weiße Haut hatte. Sonnenfinsternisse werden als große Feuer auf der Sonne interpretiert, die über die Oberfläche der Sonne hinweg fegen. Der Schamane sendet dann ein Fragment eines eisenhaltigen Meteoriten („yakpu“) zur Sonne, um sie zu befreien. Dann fällt das yakpu wieder als Feuerball zur Erde hinunter und nach der Abkühlung nimmt der Schamane es bis zur nächsten Finsternis wieder an sich.